# Tren lleuger

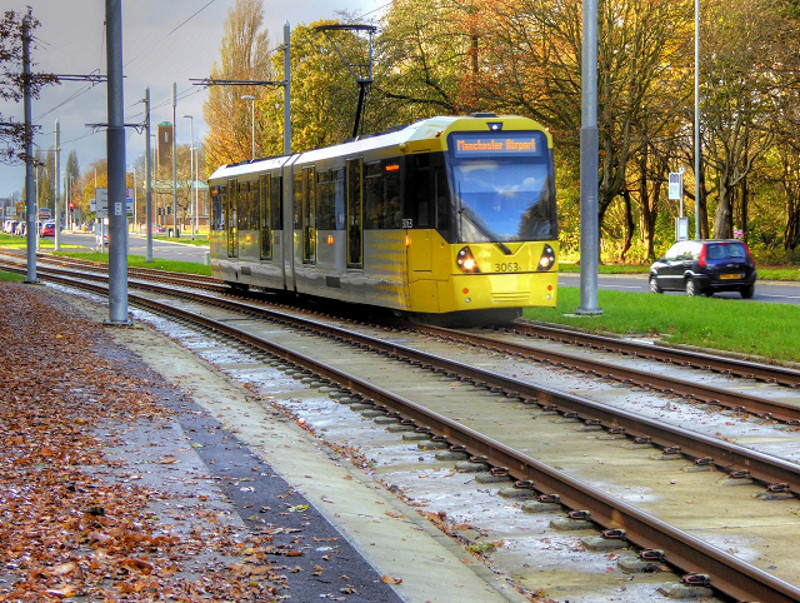
Tren lleuger a Manchester

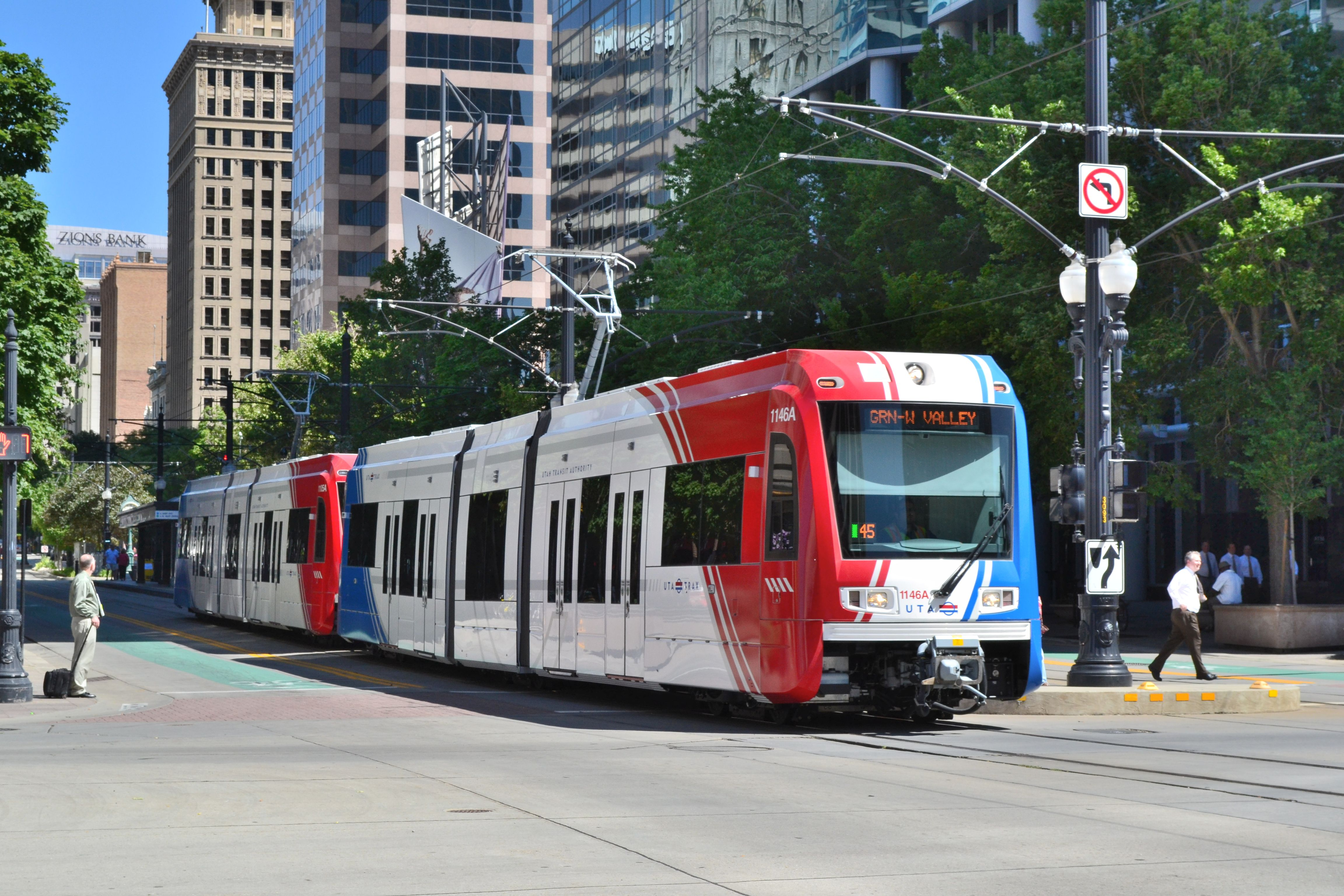
Tren lleuger a Utah

El tren lleuger, també denominat com a ferrocarril lleuger o metro lleuger, és una forma de transport públic de ferrocarril urbà que empra material rodant amb caracteristiques semblants a les del tramvia, però que es diferencia d'aquest per la seva operació en plataformes segregades a la resta del tràfic vehicular, amb dret de pas prioritari en els punts d'intersecció i amb prioritat semafòrica. Generalment té una capacitat i velocitat inferior en comparació amb els ferrocarrils pesants i els sistemes de metro, però major capacitat i velocitat que els tramvies, per la qual cosa té una capacitat intermitja de transport a escala regional i metropolitana.
El terme se sol utilitzar per referir-se als sistemes ferroviaris de trànsit ràpid que solen utilitzar vagons elèctrics que operen principalment en drets privats de via separats d'altres mètodes de transport, però algunes vegades barrejats amb altres sistemes de carrer. La tecnologia moderna és molt flexible en la forma en què poden utilitzar-se, i si un determinat sistema és considerat un veritable sistema de trànsit ràpid depèn de la seva aplicació.

## Categories de tren lleuger
La definició de 'tren lleuger' ha canviat i evolucioant a les darreres decàdes, arran la gran expansió dels serveis ferroviaris viscuda sobretot en Europa i també els Estats Units. Allò més difícil de determinar és la diferència entre el tren lleuger i els sistemes de tramvia, que comparteixen una gran quantitat de similituds en les tecnologies, molts dels vehicles es poden emprar per ambdós sistemes, i és comú classificar els trams com un subtipus de tren lleuger i no pas com un tipus particular de transport. Tot i així, a banda del tramvia, les tres versions generals de tren lleuger són el semi-metro, el metro lleuger i el tren-tram.

### Tramvia
- El tramvia és un mitjà de transport de passatgers que circula en superfície per les àrees urbanes, pels mateixos carrers, sense separació de la resta de la via i sense senda o sector reservat. Segons l'Associació Internacional del Transport Públic (AITP), els sistemes de tramvies moderns que tenguin incorporats mesures de prioritat de pas i seccions segregades poden ser considerats com un tren lleuger.[5]

### Semi-metro
- El semi-metro és un sistema tramviari que circula en gran part del seu recorregut per una plataforma parcial o totalment segregada del trànsit rodat, i en alguns casos tenen prioritat semafòrica. A Alemanya són anomenats Stadtbahn ('ferrocarril urbà') i es caracteritzen per esser una mena d'híbrid entre metro i tramvia. Els trens passen per trams subterranis al centre de la ciutat mentre que empren trams superficials o elevats a la rodalia. Aquests trams superficials poden esser tant exclusius com compartits amb la resta del trànsit urbà.

### Metro lleuger
- El metro lleuger o tren lleuger és un derivat del tramvia. Aquests sistemes es caracteritzen per tenir drets exclusius de via, sistemes avançats de control dels trens, una major capacitat i freqüència, a més de portes a nivell de les andanes. Aquests sistemes s'aproximen en capacitat de passatgers als sistemes de metro convencional, però sovint són més econòmics de construir per l'habilitat de les unitats de prendre corbes tancades i pujar costes més empinades que els sistemes del metro convencional.

### Tren-tram
- El tren-tram (o tren-tramvia) és un vehicle derivat del tramvia capaç d'executar diverses rutes. Incorporen elements propis dels trens de rodalies i els metros lleugers. La doble capacitat de voltatge del tren-tram permet l'accés a ambdues infraestructures de ferrocarrils i tramvies, i per això pot funcionar primer dins les normes ferroviàries i després passar a un funcionament en mode tramvia en entrar a la ciutat, o a l'inrevés. Pot discórrer al centre de la ciutat a velocitats menors de 70 km/h i a la xarxa ferroviària regional a velocitats màximes d'uns 100 km/h.